# Ilex nothofagifolia
Ilex nothofagifolia är en järneksväxtart som beskrevs av Kingdon-Ward. Ilex nothofagifolia ingår i släktet järnekar, och familjen järneksväxter. Inga underarter finns listade i Catalogue of Life.